# I romanzi del BarLume
I romanzi del BarLume è una serie di romanzi scritti da Marco Malvaldi e pubblicato da Sellerio Editore, di alcuni dei quali è stata realizzata anche la trasposizione televisiva.

## Personaggi principali
Nei libri che compongono la serie del BarLume compaiono gli stessi personaggi principali: il barista Massimo, gli anziani frequentatori del bar (Ampelio, Aldo, il Rimediotti e Pilade Del Tacca), il commissario, Tiziana (prima banconiera e poi socia di Massimo) e suo marito Marchino.
- Massimo Viviani (barista con un dottorato in Matematica, nipote di Ampelio, diventa socio di Aldo quando apre il ristorante nel locale attiguo al bar Lume)
- Ampelio Viviani (nonno di Massimo, ex ferroviere e comunista. Ha cresciuto Massimo insieme a sua moglie)
- Pilade Del Tacca (ex impiegato del comune, anche lui di sinistra. Viene spesso sbeffeggiato per la sua mole)
- Aldo Griffa (anziano proprietario di un famoso ristorante di pesce “il Boccaccio”, in seguito si mette in società con Massimo e Tiziana per aprire il Bocacito)
- Gino Rimediotti (ex postino, di destra. Grifagno e un po' tonto. E' spesso incaricato della lettura dei giornali)
- Tiziana Guazzelli (prima banconiera, diventa socia di Massimo nel bar e di Massimo e Aldo nel ristorante attiguo)
- Marco Pardini, detto Marchino (marito di Tiziana, banconista al BarLume)
- Fusco Vinicio (il commissario di Pineta nei primi romanzi)
- Martelli Alice (vicequestore di Pineta, sostituisce Fusco e diventa la fidanzata di Massimo)
- Matilde Cantini, detta Tilde (moglie di Ampelio e nonna di Massimo. Ottima cuoca, di cucina abbondante e pesante)
- Maria Giuliana Liberata Viviani, detta Gigina (mamma di Massimo, ingegnere civile, sempre in giro per il mondo fino a quando non si rompe una gamba e poi va in pensione)
- Matilde Viviani (figlia di Massimo e Alice)

## La serie di romanzi

### 1. La briscola in cinque (2007)
Da un casottino, fuori da una discoteca, sporge il cadavere di una ragazza. L'omicidio, a causa della condotta licenziosa della vittima, assume l'aspetto di un intrigo di droga e sesso e i sospetti cadono sugli amici e i frequentatori di una discoteca. Ma l'indagine prende una piega diversa in seguito alle chiacchiere dei vecchietti che stazionano tutto il giorno al BarLume, il cui proprietario Massimo Viviani si ritrova, suo malgrado, coinvolto e diventa il vero investigatore, aiutato dalle chiacchiere irriverenti, in vernacolo pisano, di quattro pensionati.

### 2. Il gioco delle tre carte (2008)
Durante una conferenza internazionale di chimica, uno dei professori conferenzieri, il chimico Asahara, viene assassinato. Massimo, coinvolto suo malgrado, poiché responsabile del servizio di ristorazione per l'evento, su incitazione degli ottuagenari frequentatori del BarLume decide di indagare sulla morte del celebre professore. Al centro del delitto il portatile di quest'ultimo, stranamente inutilizzabile e con solo degli haiku in memoria. Ad aiutare il barista-detective sarà un altro chimico.
La trama e i dettagli del libro sono consultabili nell'apposita voce Il gioco delle tre carte.

### 3. Il re dei giochi (2010)
Durante il periodo delle elezioni comunali avviene un tragico incidente: Marina Corucci, segretaria del partito di centro-sinistra, si schianta contro un'auto insieme al figlio quindicenne. Ricoverati d'urgenza entrambi, i due muoiono a breve distanza l'uno dall'altra lasciando non pochi sospetti di omicidio colposo sui loro conoscenti, primo fra tutti un politico, leader di sinistra e amante di Marina Corucci. Massimo, deciso più che mai a non impicciarsi del delitto, viene come sempre spinto dagli amati-odiati habitué ottuagenari a indagare nei torbidi intrighi che si dipanano intorno alle due morti improvvise della madre e del figlio.

### 4. La carta più alta (2012)
Aldo, a cui hanno distrutto il ristorante, sta cercando un nuovo locale che avrebbe individuato in una struttura chiamata Villa del Chiostro, una beauty farm messa su anni prima da Riccardo Foresti, personaggio dalla cattiva reputazione e da cui Aldo vorrebbe delle garanzie. Pilade e i vecchietti frequentatori del BarLume scoprono che la struttura era stata comprata come nuda proprietà, a un valore assai inferiore, a un certo Ranieri Carratori che muore improvvisamente dopo un mese circa dalla stipula del contratto, apparentemente per una malattia molto grave. Nel frattempo un infortunio al tendine costringe Massimo a un ricovero nello stesso ospedale in cui è morto Carratori. I quattro ottuagenari-detective del bar forniranno fra pettegolezzi e bevute gli spunti a Massimo per la soluzione del caso.

### 5. Il telefono senza fili (2014)
È estate e fa molto caldo ma i vecchietti arzilli del BarLume sono più vivaci che mai, alle prese con vari interrogativi causati dalla scomparsa di una certa Vanessa Benedetti, che gestisce col marito Gianfranco un agriturismo.
Vari intrallazzi perpetrati dai due, per scansare tasse e rimediare a bancarotte precedenti, fanno pensare a qualcosa di losco, forse anche uxoricidio. I quattro vetusti bombardano Massimo con macabre ipotesi coronate da pettegolezzi infiniti, che esasperano il giovane commissario Martelli Alice, ma la conducono verso probabili soluzioni investigative. Massimo infine risolve il caso.

### 6. La battaglia navale (2016)
A Pineta viene trovato in mare il corpo senza vita di una donna bionda, dell'est . Mentre nel BarLume si svolgono lavori di ristrutturazione, Massimo e Alice dovranno dipanare la matassa, anche grazie all'aiuto dei quattro pensionati. Nel frattempo, il ristorante di Aldo si trasferisce vicino al BarLume in una forma più ristretta .

### 7. A bocce ferme (2018)
Il libro racconta di un vecchio caso di omicidio del 1968 riaperto grazie alla lettura di un testamento. Il caro Viviani, aiutato dalla "banda della Magliadilana" (in particolar modo da Pilade) metterà il vice questore anche questa volta nella giusta direzione.

### 8. Bolle di sapone (2021)
Siamo in pieno lockdown e i vecchietti del BarLume (forzatamente confinati, chi in casa chi, Ampelio, in clinica, causa frattura femore) sono ancor più "scarichi". Ne risulta naturale la loro partecipazione in via telematica alle indagini del vice-questore Alice Martelli, provvisoriamente distaccata in Calabria. Con il contributo di Massimo cercheranno di scoprire l'esatta dinamica del duplice omicidio di due rinomati pizzaioli calabresi.

### 9. La morra cinese (2023)
Nel parcheggio sul retro del Municipio viene rinvenuto un cadavere. Un bel rebus per il vicequestore Alice Martelli che potrà contare sulle pettegole deduzioni dei Vecchietti e su Massimo che, bazzicando in Comune, si rende conto che qualcuno entra un po' troppo spesso in uffici che in teoria non gli competono…

### 10. Piomba libera tutti (2025)
Alla morte di Aldo, investito da una bicicletta sulla strisce pedonali, Massimo eredita le quote societarie e il dovere di vendere la collezione di dischi mentre Tiziana eredita la casa. Casa in cui non possono entrare, prima perchè l'appartamento viene occupato abusivamente e poi perchè nel condominio viene commesso un omicidio. Caso particolare, perchè nessuno dei condomini sopportava la vittima. La vicenda dell'omicidio e quella della vendita della collezione di dischi si intrecciano. Alla fine Alice risolve il caso, con e nonostante le intrusioni di Massimo e dei tre vecchietti, e Tiziana riesce a prendere possesso dell'appartamento ... grazie agli ultrasuoni!

## Racconti

### Sei casi al BarLume (2016)
Antologia di sei racconti, pubblicati in precedenza su varie antologie, che vedono come protagonisti gli anziani frequentatori del Bar Lume coinvolti in altrettante indagini condotte dal barista Massimo. Contiene: L'esperienza fa la differenza; Il Capodanno del Cinghiale; Azione e Reazione; La tombola dei troiai; Costumi di tutto il mondo; Aria di montagna.

## Televisione
La serie televisiva dal titolo I delitti del BarLume, trasmessa da Sky, è liberamente ispirata a questi romanzi, sebbene alcuni episodi non facciano riferimento ad alcuna opera, ma siano, anzi, delle sceneggiature originali.

## Opere

### Romanzi
- La briscola in cinque, 2007, Sellerio editore
- Il gioco delle tre carte, 2008, Sellerio editore
- Il re dei giochi, 2010, Sellerio editore
- La carta più alta, 2012, Sellerio editore
- Il telefono senza fili, 2014, Sellerio editore
- La battaglia navale, 2016, Sellerio editore
- A bocce ferme, 2018, Sellerio editore
- Bolle di sapone, 2021, Sellerio editore
- La morra cinese, 2023, Sellerio editore
- Piomba libera tutti, 2025, Sellerio editore

### Raccolte
- Sei casi al BarLume, 2016, Sellerio editore

### Racconti
- L'esperienza fa la differenza, contenuto nell'antologia Un Natale in giallo, Sellerio, Palermo, 2011
- Il capodanno del Cinghiale, contenuto in Capodanno in giallo, Sellerio, Palermo, 2012
- Azione e reazione, contenuto in Ferragosto in giallo, Sellerio, Palermo, 2013
- La tombola dei troiai, contenuto in Regalo di Natale, Sellerio, Palermo, 2013
- Costumi di tutto il mondo, contenuto in Carnevale in giallo, Sellerio, Palermo, 2014
- Aria di montagna, contenuto in Vacanze in giallo, Sellerio, Palermo, 2014
- Non si butta via nulla, contenuto ne La crisi in giallo, Sellerio, Palermo, 2015
- Fase di transizione, contenuto in Turisti in giallo, Sellerio, Palermo, 2015
- Donne con le palle, contenuto ne Il calcio in giallo, Sellerio, Palermo, 2016
- In crociera con il Cinghiale, contenuto in Viaggiare in giallo, Sellerio, Palermo, 2017
- Voi, quella notte, voi c’eravate, contenuto in Un anno in giallo, Sellerio, Palermo, 2017
- L'uomo vestito di arancione, contenuto in Una giornata in giallo, Sellerio, Palermo, 2018
- Qualcuno alla finestra, contenuto in Cinquanta in blu, Sellerio, Palermo, 2019
- Giovedì gnocchi, contenuto in Una settimana in giallo, Sellerio, Palermo, 2021
- Un regalo che solo io posso farti, contenuto in Una notte in giallo, Sellerio, Palermo, 2022
- Concorrenza sleale, contenuto in Cucina in giallo, Sellerio, Palermo, 2023